# Arabia Terra

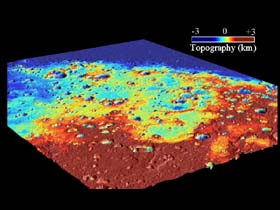
Ukośny widok Arabia Terry zrobiony przez Mars Global Surveyor

Arabia Terra (łac. Ziemia Arabii) – rozległy obszar wyżynny na północnej półkuli Marsa, leżący w większości na terenie Arabia quadrangle. Region ten uznawany jest za jeden z najstarszych na Marsie z powodu występujących tam licznie kraterów i mocno zerodowanego krajobrazu. Najdalsze krańce Arabia Terry oddalone są od siebie o 4500 km.
Oficjalnie nazwa została nadana w 1979 roku za Schiaparellim, który oznaczył ten obszar na swoich mapach od nazwy Półwyspu Arabskiego.